# عيسى زايد
عيسى زايد طوهري لاعب كرة قدم سعودي ، يلعب كمدافع في نادي القوس.

## مسيرة اللاعب
لعب في نادي الباطن ونادي الدرع ونادي القوارة ونادي القوس.